# Bechermühle
Bechermühle ist eine Wüstung auf dem Gemeindegebiet der Stadt Münchberg im Landkreis Hof (Oberfranken, Bayern).

## Geografie
Die Einöde lag auf einer Höhe von 540 m ü. NHN an der Pulschnitz und an einer Vicinalstraße, die nach Münchberg (1 km östlich) bzw. nach Marktleugast führte (10 km westlich).

## Geschichte
1576 wurde das Anwesen „Sichertsmühle“ genannt. Sie gehörte zur Stadt Münchberg. Der Bürgermeister und Rat Münchberg war Grundherr der Mühle.
Von 1797 bis 1810 unterstand Bechermühle dem Justiz- und Kammeramt Münchberg. Infolge des Ersten Gemeindeedikts wurde Bechermühle dem 1812 gebildeten Steuerdistrikt Münchberg und der zugleich entstandenen die Munizipalgemeinde Münchberg zugewiesen. In einem Gemeindeverzeichnis des Jahres 1911 wurden für Münchberg noch sechs Orte angegeben, d. h. Bechermühle galt noch als Gemeindeteil. Auf einer topographischen Karte des Jahres 1922 wurde Bechermühle letztmals verzeichnet. Heute befinden sich an der Stelle der Mühle die Häuser Nr. 149, 149a und 151 der Kulmbacher Straße.

### Einwohnerentwicklung
| Jahr      | 1819  | 1861   | 1871   | 1885   | 1900   |
| Einwohner | *     | 7      | 7      | 4      | 6      |
| Häuser    |       |        |        | 1      | 1      |
| Quelle    | [ 9 ] | [ 10 ] | [ 11 ] | [ 12 ] | [ 13 ] |

## Religion
Bechermühle war nach St. Peter und Paul (Münchberg) gepfarrt und evangelisch-lutherisch geprägt.